# Casper Stornes
Casper Nicolai Sagevik Stornes né le 6 février 1997 à Askøy est un triathlète norvégien. Il est champion de Norvège de triathlon en 2016.

## Biographie
Le 28 avril 2018, il fait partie des trois triathlètes norvégiens avec Kristian Blummenfelt et Gustav Iden à prendre les trois places du podium masculin de l’étape des Bermudes des WTS. C'est le premier triplé masculin de l'histoire  de cette compétition internationale.

## Palmarès
Le tableau présente les résultats les plus significatifs (podium) obtenus sur le circuit national et international de triathlon depuis 2014,.
| Année | Compétition                           | Pays     | Position           | Temps           |
| ----- | ------------------------------------- | -------- | ------------------ | --------------- |
| 2024  | Championnats d'Europe                 | France   | Médaille de bronze | 1 h 40 min 28 s |
| 2023  | Jeux européens - Relais mixte         | Pologne  | Médaille d'or      | 1 h 7 min 29 s  |
| 2019  | Test Event Tokyo                      | Japon    | Médaille d'argent  | 1 h 49 min 55 s |
| 2018  | WTS Bermudes                          | Bermudes | Médaille d'or      | 1 h 54 min 47 s |
| 2018  | Coupe d'Europe - l'étape de Quarteira | Portugal | Médaille de bronze | 1 h 50 min 53 s |
| 2016  | Championnat de Norvège                | Norvège  | Médaille d'or      | 1 h 50 min 1 s  |
| 2015  | Championnat de Norvège                | Norvège  | Médaille de bronze | 1 h 47 min 30 s |
| 2014  | Championnat de Norvège                | Norvège  | Médaille de bronze | 2 h 0 min 34 s  |